# Efthimios Karamitsos
Efthýmios Karamítsos (grec moderne : Ευθύμιος Καραμήτσος), connu sous le nom d’Efthimios Karamitsos en Allemagne, est un karatéka grec naturalisé allemand (né le 1er août 1956 en Grèce) surtout connu pour avoir remporté l'épreuve de kata individuel masculin aux championnats d'Europe de karaté 1985 organisés à Oslo, en Norvège. Il concourt pour la Grèce jusqu'en 1983.

## Biographie
Il commence le karaté en 1974. L'année suivante, il s'installe en Italie pour suivre des études de médecine. Dans ce cadre, il profite de l'enseignement de Giuseppe Perlati et de Hiroshi Shirai. En 1977, il déménage en Allemagne à Francfort-sur-le-Main et commence des études de sport. Il s'entraîne alors auprès de Miyuki Miura et d'Hideo Ochi. Il participe à des compétitions et y obtient de nombreux succès. 
Après la fin de ses études, il dirige un Dōjō à Francfort-sur-le-Main. En 1992, il devient entraîneur national allemand de Kata. Il le reste jusqu'en 2021.

## Ceinture
En mai 2019, il obtient sa 8e dan.

## Résultats
| Résultat           | Date | Épreuve         | Catégorie | Compétition                | Ville hôte               |
| ------------------ | ---- | --------------- | --------- | -------------------------- | ------------------------ |
| Médaille de bronze | 1984 | Kata individuel | Seniors   | Championnats du monde 1984 | Maastricht, aux Pays-Bas |
| Médaille d'or      | 1985 | Kata individuel | Seniors   | Championnats d'Europe 1985 | Oslo, en Norvège         |

## Distinction
- 1988 : Silbernes Lorbeerblatt[1]

## Œuvres
- (de) Axel Binhack et Efthimios Karamitsos, Karate-Do. Philosophie in der Bewegung. Geistige Inhalte des Karate-Do und deren Anwendung, Wiesbaden, Selbstverlag, 1992, DNB 930763955
- (de) Efthimios Karamitsos et Bogdan Pejcic, Karate Grundlagen, Niedernhausen im Taunus, Falken Verlag, 2000 (ISBN 3-8068-1863-0)
- VHS Karate-Grundlagen  Efthimios Karamitsos
- 26 Shotokan-Karate-Katas, DKV Karamitsos (DVD) d'Efthimios Karamitsos